# Румфи (дистрикт)
Румфи (енг. Rumphi) је један од дистрикта у Северном региону Малавија. Дистрикт заузима површину од 4.769 километара квадратних и има популацију од 128.360 становника. Главни град је Румфи.

## Значајни људи
- Едгар Чибака - оснивач једног од првих онлајн и штампаних новина у Малавију
- Чакуфва Чихана - „отац Малавијске демократије“ и оснивач АФОРД-а
- Динди Гова Њасулу - инжењер и бивши председник АФОРД-а
- Камлепо Калуа - председник опозиционе странке
- Денис Нхвази - бивши члан кабинета
- Мвиза Мунхали - водитељ и активиста
- Кенех Хиндва - фармацеут, предузетник и политичар
- Мосес Чирамбо - офталмолог, предузетник и политичар
- Роберт Нх'амби - фудбалер
- Габадхињо Манго - фудбалер